# Henricia aniva
Henricia aniva är en sjöstjärneart som beskrevs av Alexander Michailovitsch Djakonov 1958. Henricia aniva ingår i släktet Henricia och familjen krullsjöstjärnor. Inga underarter finns listade i Catalogue of Life.